# Birkenweiher 27
Das Gebäude Birkenweiher 27 ist ein denkmalgeschütztes repräsentatives Wohngebäude im Solinger Stadtbezirk Mitte. Es befindet sich an der Straße Birkenweiher, die auf diesem Abschnitt die Verbindung vom Südpark zum Entenpfuhl in der Solinger Innenstadt bildet. Unmittelbar angrenzend befindet sich eine kleine Grünanlage am Birker Bad, der frühere Schillerplatz.:58

## Geschichte
Das Haus wurde um 1902 vom Solinger Bauunternehmer Otto Brangs erbaut.:58 Es wurde bis in die 1970er Jahre von der Familie von zur Gathen genutzt, die ein Import- und Exportgeschäft für Solinger Stahlwaren betrieb. Es diente als Wohnhaus, aber auch der Repräsentation. Während viele Gebäude der Umgebung durch die Luftangriffe auf Solingen während des Zweiten Weltkriegs zerstört wurden, überstand das Gebäude Birkenweiher 27 den Luftkrieg. Am 14. September 1988 wurde es unter der Nummer 877 in die Denkmalliste der Stadt Solingen eingetragen.
Nach mehreren Eigentümerwechseln gelangte es im Jahr 2000 nach einer Versteigerung in den Besitz der Eheleute Derr, die das Haus umfassend sanierten. Für die Bemühungen um den Erhalt des Gebäudes wurde der Denkmalschutzpreis 2002 des Bergischen Geschichtsvereins, Abteilung Solingen e. V. verliehen.

## Architektur
Der zweigeschossige, giebelständige Putzbau bildet den Abschluss der geschlossenen Bebauung der Straße Birkenweiher. Die zweiachsige Straßenfassade wird durch einen wellenförmigen Schaugiebel im Jugendstil dominiert, der mit seiner Verschieferung Anklänge an den Neubergischen Stil aufweist. Ein einachsiger Balkon an der Straßenfassade verfügt ebenfalls über einen Schaugiebel in Wellenform, außerdem über ein bemerkenswertes Balkongitter im Louis-seize. Die ebenfalls repräsentative Längsseite zum einstigen Schillerplatz verfügt über einen Giebelrisalit, einen Erker und einen eingenischten Hauseingang.:59f. Das Einfahrtstor zur Straße wurde im Zuge der Sanierung ab 2000 durch einen Nachbau ersetzt.